# Klask
Klask è un gioco da tavolo sportivo in cui due giocatori competono utilizzando dei magneti denominati "attaccanti" composti da due elementi: il magnete superiore, detto propriamente attaccante (striker), e il magnete inferiore, detto magnete guida (steering magnet) o manico, che posizionato sotto il tavolo da gioco serve a controllare l'attaccante che si muove sulla superficie di gioco e che deve indirizzare una pallina verso la porta (o buca) dell'avversario. Il gioco viene spesso descritto come una combinazione di air hockey e biliardino.
Klask è stato creato dal falegname danese Mikkel Bertelsen nel 2013. Il nome Klask significa "schiaffo" in danese e presumibilmente deriva dal suono onomatopeico prodotto dall'attaccante che per errore cade nella buca di chi lo sta maneggiando. La storia delle origini del gioco è narrata nella serie di video denominata "Klask-Daddy's Christmas Calendar (the Story of Klask).
I due giocatori si siedono alle estremità opposte del tavolo da gioco e utilizzano i magneti guida per controllare la loro pedina (attaccante) e dirigere la palla nella buca (porta) del campo dell'avversario. Se lo fanno e la palla entra nella buca dell'avversario segnano un punto. Un giocatore guadagna un punto anche se due o più dei tre magneti bianchi al centro del tabellone si attaccano all'attaccante dell'avversario, se l'attaccante dell'avversario cade nella sua stessa porta o se l'avversario perde il controllo dell'attaccante senza essere in grado di recuperarlo. Il gioco può svolgersi in uno o più round (set); il primo giocatore che segna sei punti vince il set. Nella torneistica italiana e internazionale spesso le partite giocate sono al meglio dei due set su tre (o tre su cinque).